# 1994 VD2
1994 VD2 är en asteroid i huvudbältet som upptäcktes den 3 november 1994 av de båda japanska astronomerna Takeshi Urata och Yoshisada Shimizu vid Nachi-Katsuura-observatoriet.
Asteroiden har en diameter på ungefär 9 kilometer.